# Sumparna (Ore socken, Dalarna)
Sumparna är en sjö i Rättviks kommun i Dalarna och ingår i Dalälvens huvudavrinningsområde.